# تایرا نو شیگه‌کو
تایرا نو شیگه‌کو (به ژاپنی: 平滋子); دختر تایرا نو توکینوبو، مادر امپراتور تاکاکورا بود. وی همچنین خواهر تایرا نو توکیکو، همسر تایرا نو کیوموری بود.